# Bolesław Idziak
Bolesław Idziak (ur. 16 stycznia 1928 w Chełmie, zm. 4 czerwca 2015 w Poznaniu) – polski aktor filmowy i teatralny.

## Życiorys
W 1958 roku ukończył Studium Aktorskie Byrskich w Kielcach. Występował na scenach teatrów w: Kielcach, Zielonej Górze, Gorzowie Wielkopolskim, Białymstoku, Wrocławiu, Kaliszu, Poznaniu. Najdłużej pracował w Teatrze Nowym w Poznaniu. W 2013 roku odznaczony Brązowym Medalem „Zasłużony Kulturze Gloria Artis”. 15 czerwca 2015 został pochowany na Cmentarzu Junikowskim w Poznaniu.

## Filmografia
- 1969: Znaki na drodze
- 1970: Kolumbowie
- 1971: Trąd
- 1971: Zabijcie czarną owcę
- 1971: Zaraza
- 1972: Na krawędzi
- 1972: Uciec jak najbliżej
- 1973: Hubal
- 1973: Zasieki
- 1975: Kazimierz Wielki
- 1976: Kruk
- 1977: Akcja pod Arsenałem
- 1978: 07 zgłoś się dwie różne role w odc. 9, 14
- 1978: Do krwi ostatniej... − żołnierz I dywizji
- 1979: Do krwi ostatniej (serial) − żołnierz I dywizji
- 1979: Tajemnica Enigmy
- 1980: Dom
- 1980: Punkt widzenia − Karol Jakubowski, ojciec Włodka
- 1982: Blisko, coraz bliżej − generał Szeptycki (odc. 10)
- 1989: Goryl, czyli ostatnie zadanie...
- 1991: Dziecko szczęścia
- 1996: Poznań 56
- 1997: Boża podszewka
- 2005: Boża podszewka II